# Maria do Carmo Silveira
Maria do Carmo Trovoada Pires de Carvalho Silveira (1960) è una politica saotomense.
È stata Primo ministro di São Tomé e Príncipe dal giugno 2005 all'agosto 2006.